# Musée du Château des ducs de Wurtemberg
Le musée du Château des ducs de Wurtemberg est un « musée d'histoire du château de Montbéliard (principauté de Montbéliard), des beaux-arts, d'arts décoratifs, d’art contemporain et d'art moderne » associé au musée d'archéologie et d'histoire naturelle de Montbéliard. Les origines du musée hébergé à l'Hôtel Beurnier-Rossel (XVIIIe siècle) puis au Château de Montbéliard (XIIIe siècle) dans le département du Doubs remonte à 1843. Le musée est labellisé Musée de France.

## Description

### Histoire du château de Montbéliard
- Rez-de-chaussée : histoire du château de Montbéliard (principauté de Montbéliard) : grande cuisine, mobilier, céramique, verrerie ...

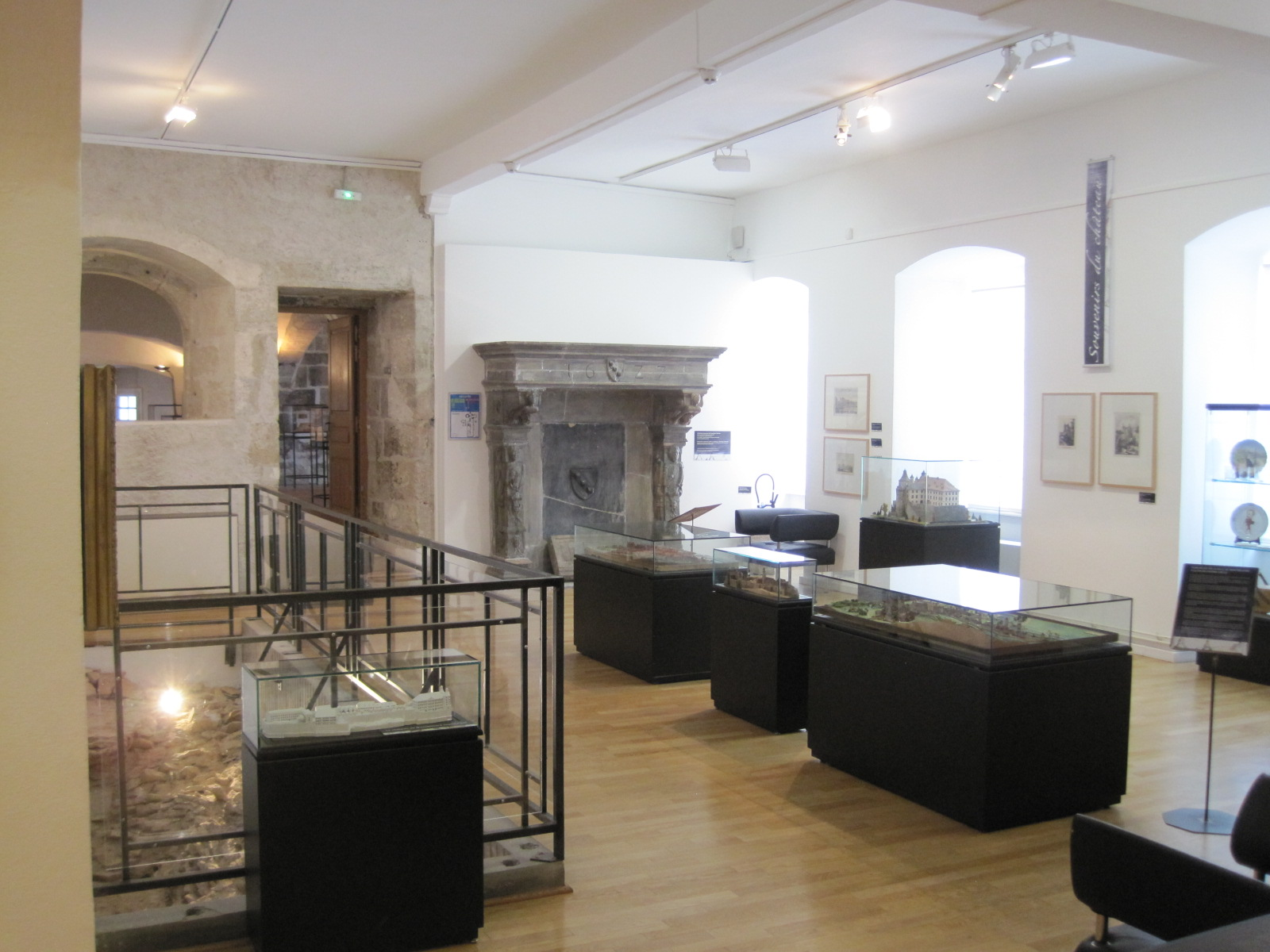
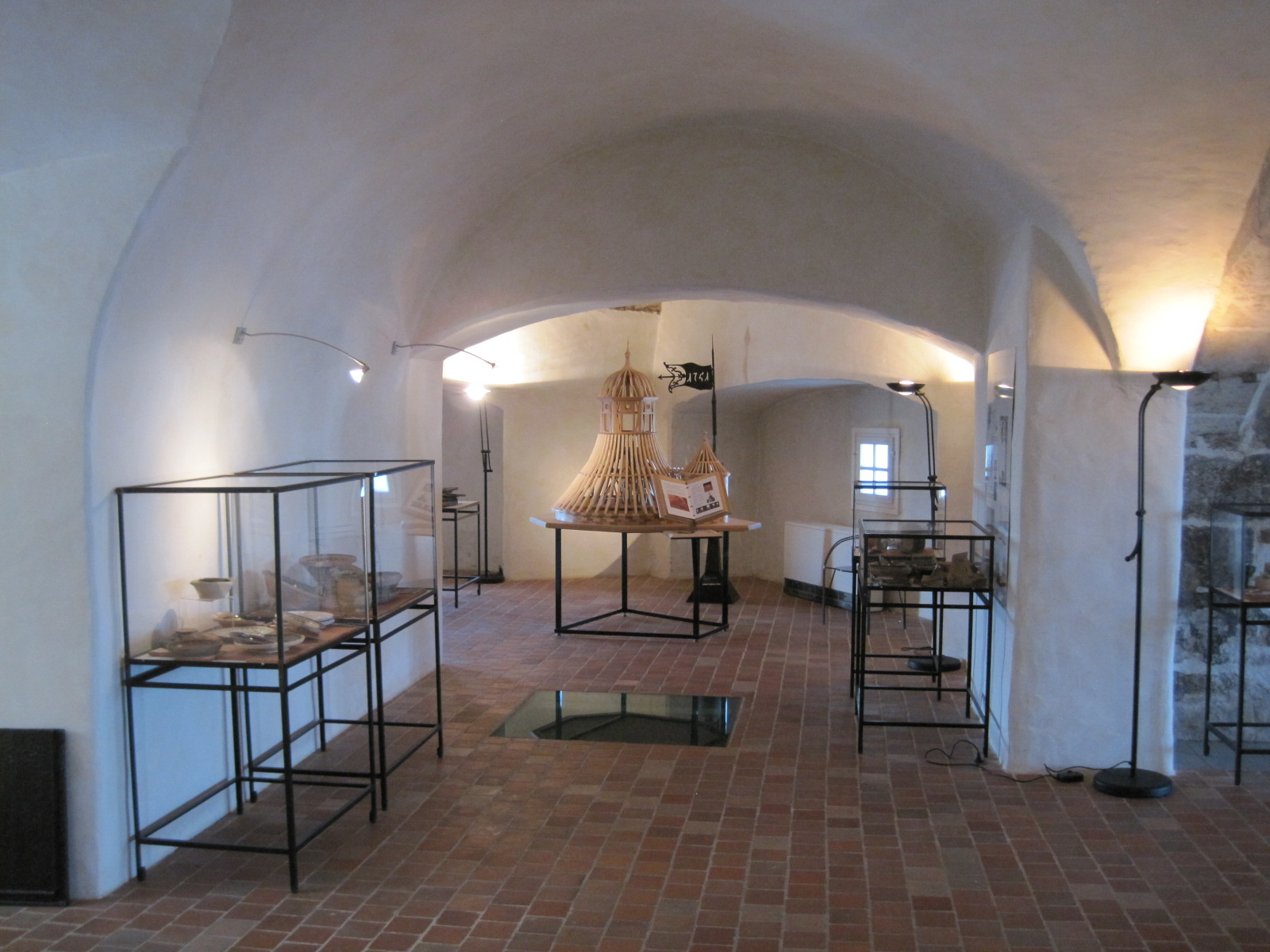
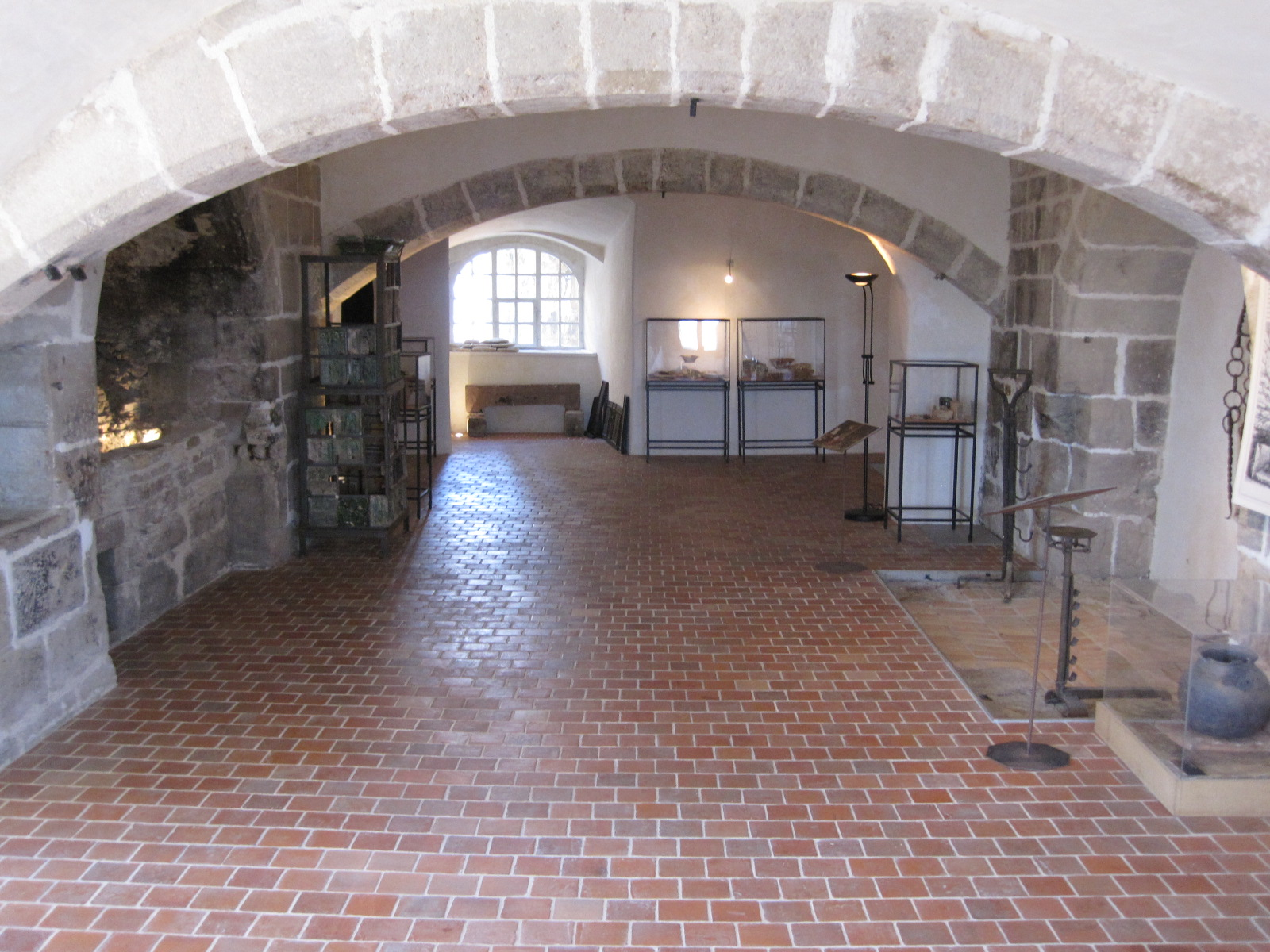
Grande cuisine
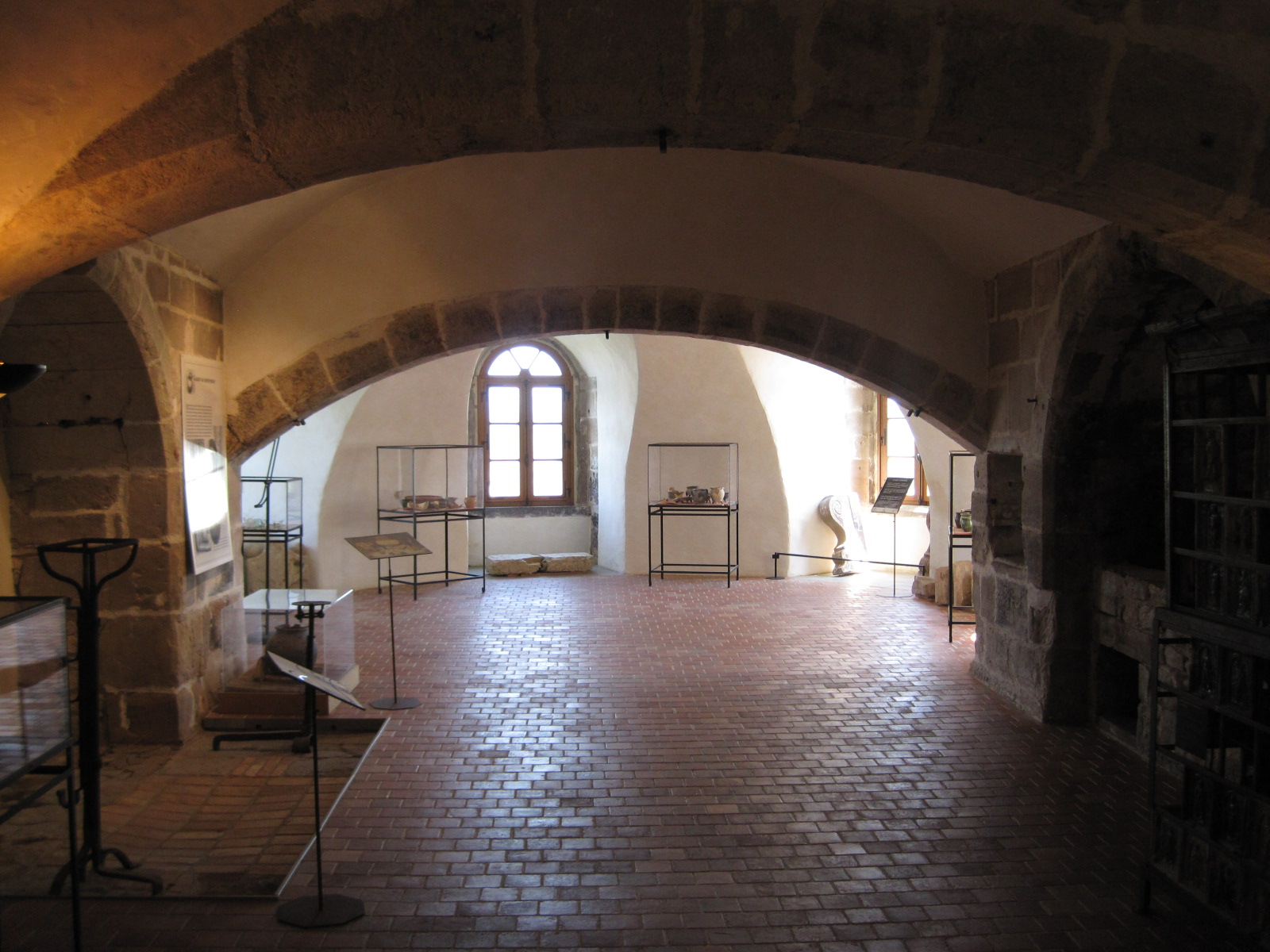
Grande cuisine

### Musée des beaux-arts
- Premier étage : anciens appartements des princesses de Wurtemberg et musée des beaux-arts ...

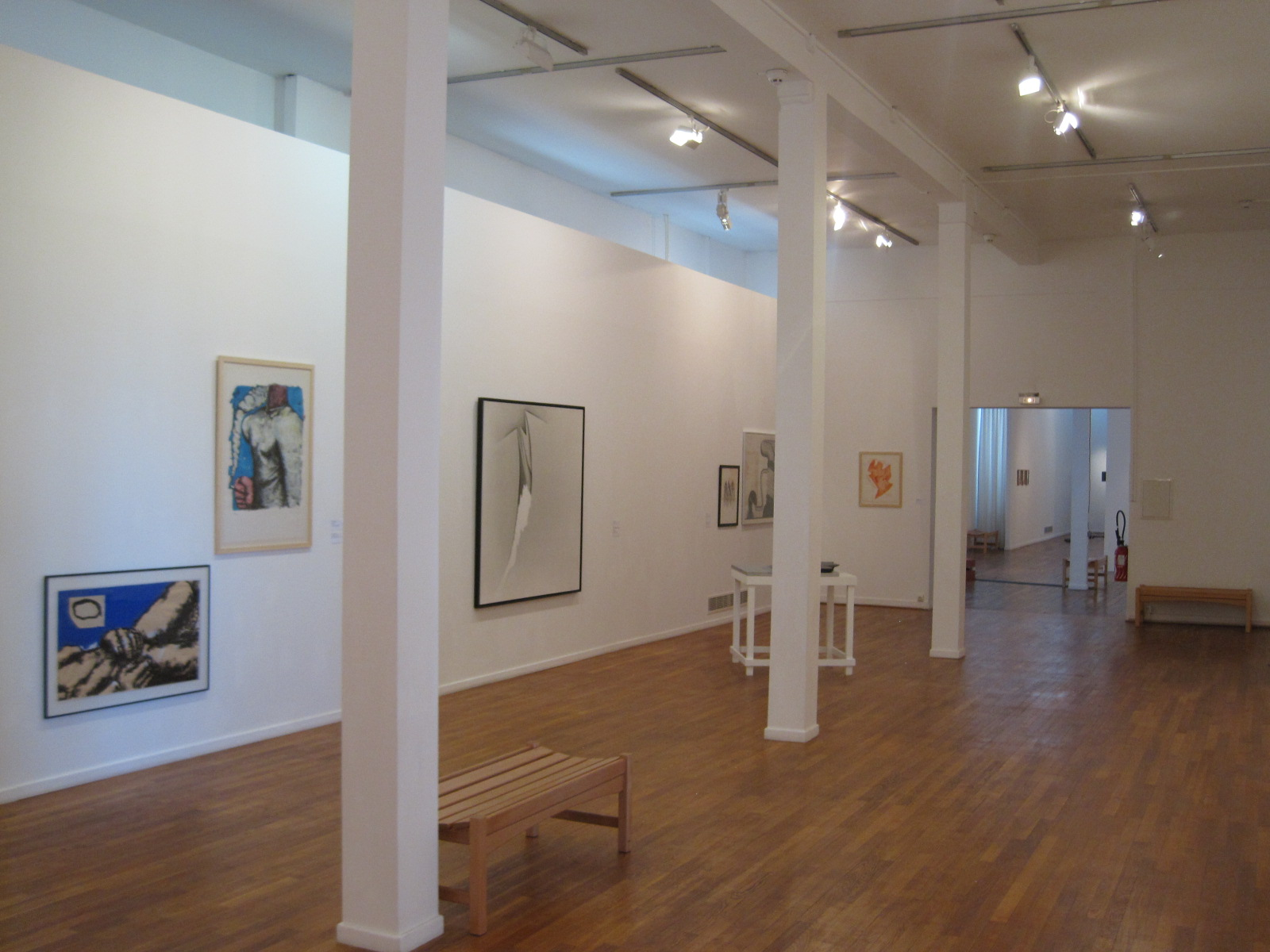
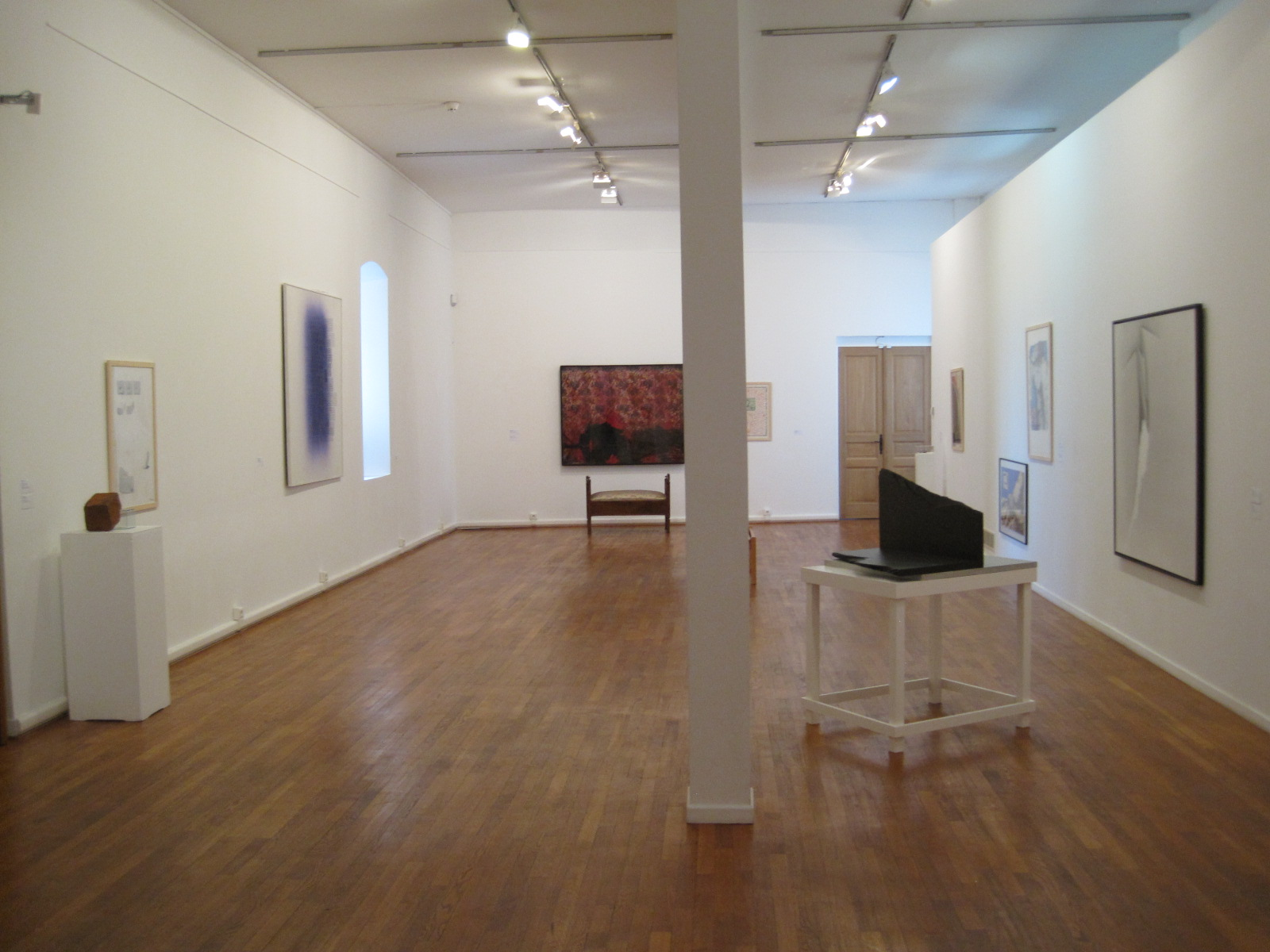
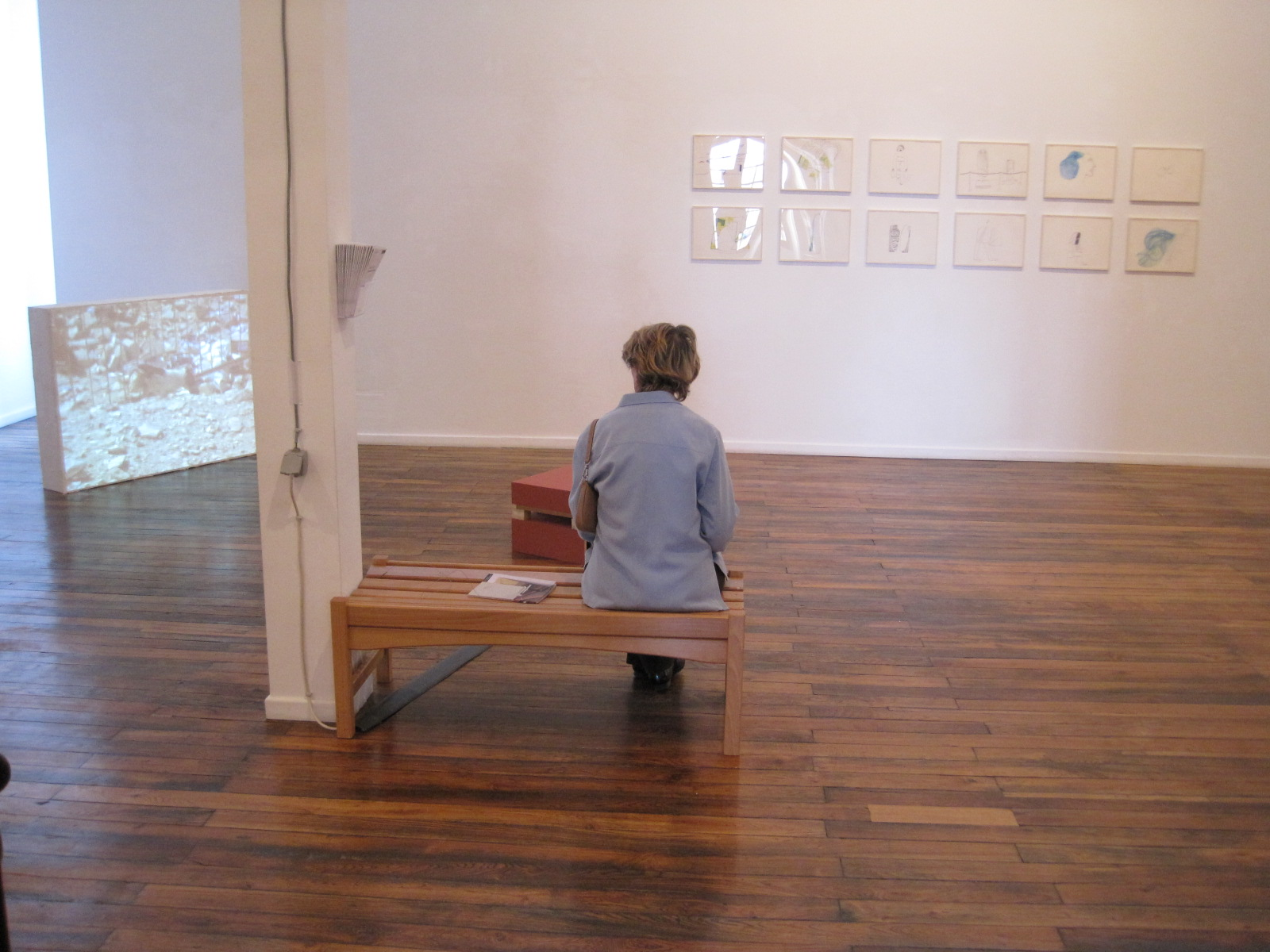
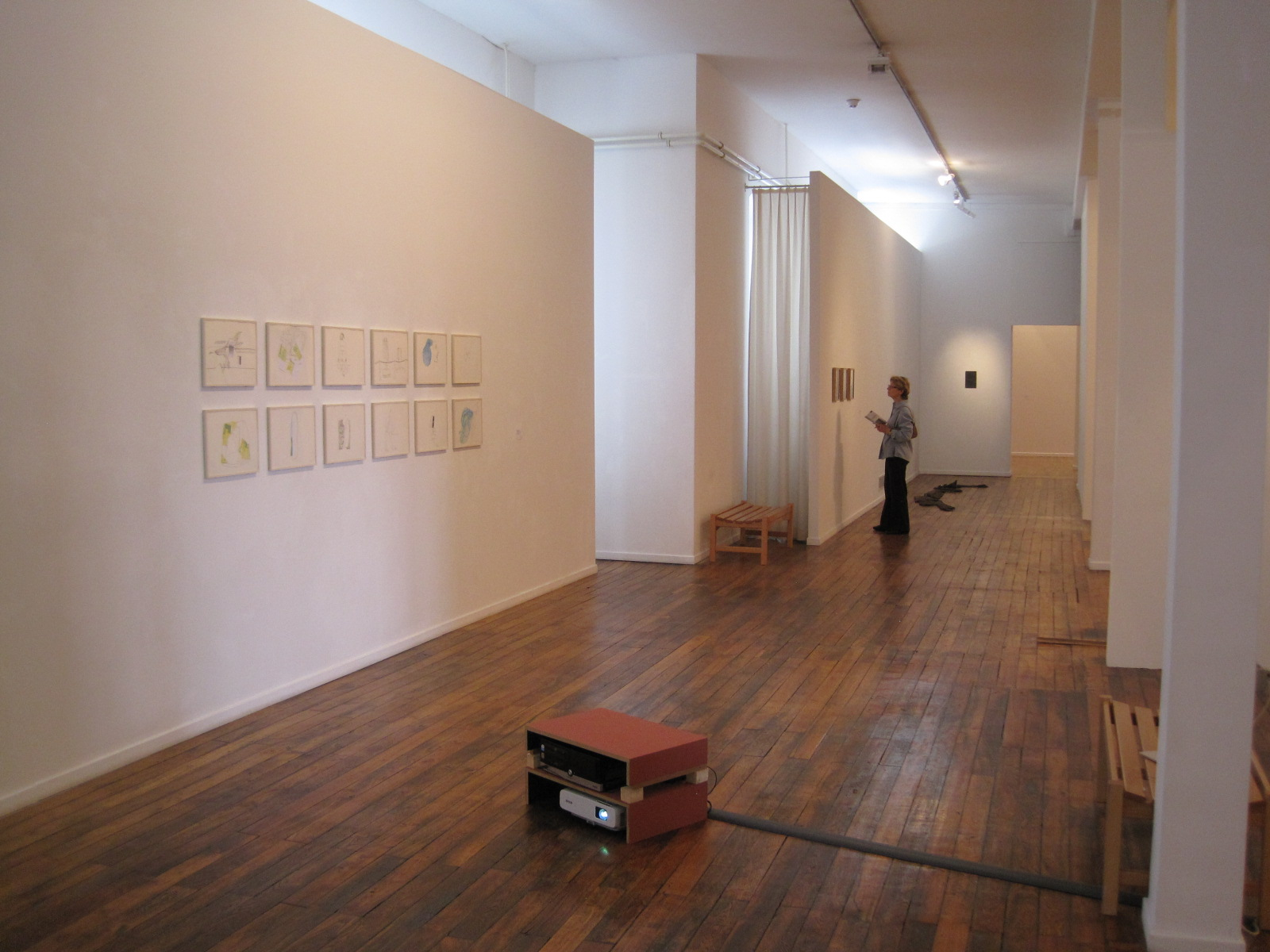
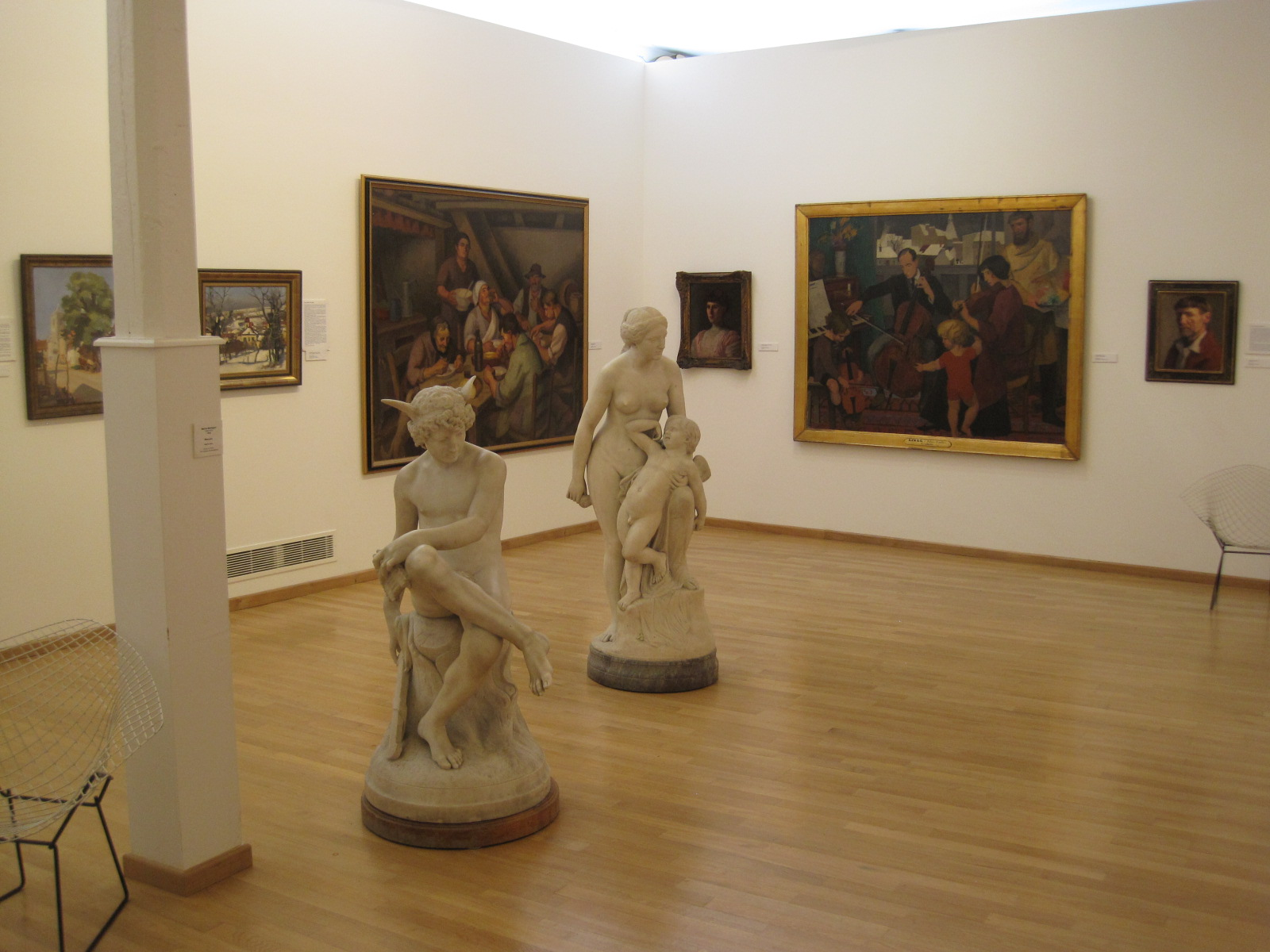
Mercure par Pierre-Marius Montagne
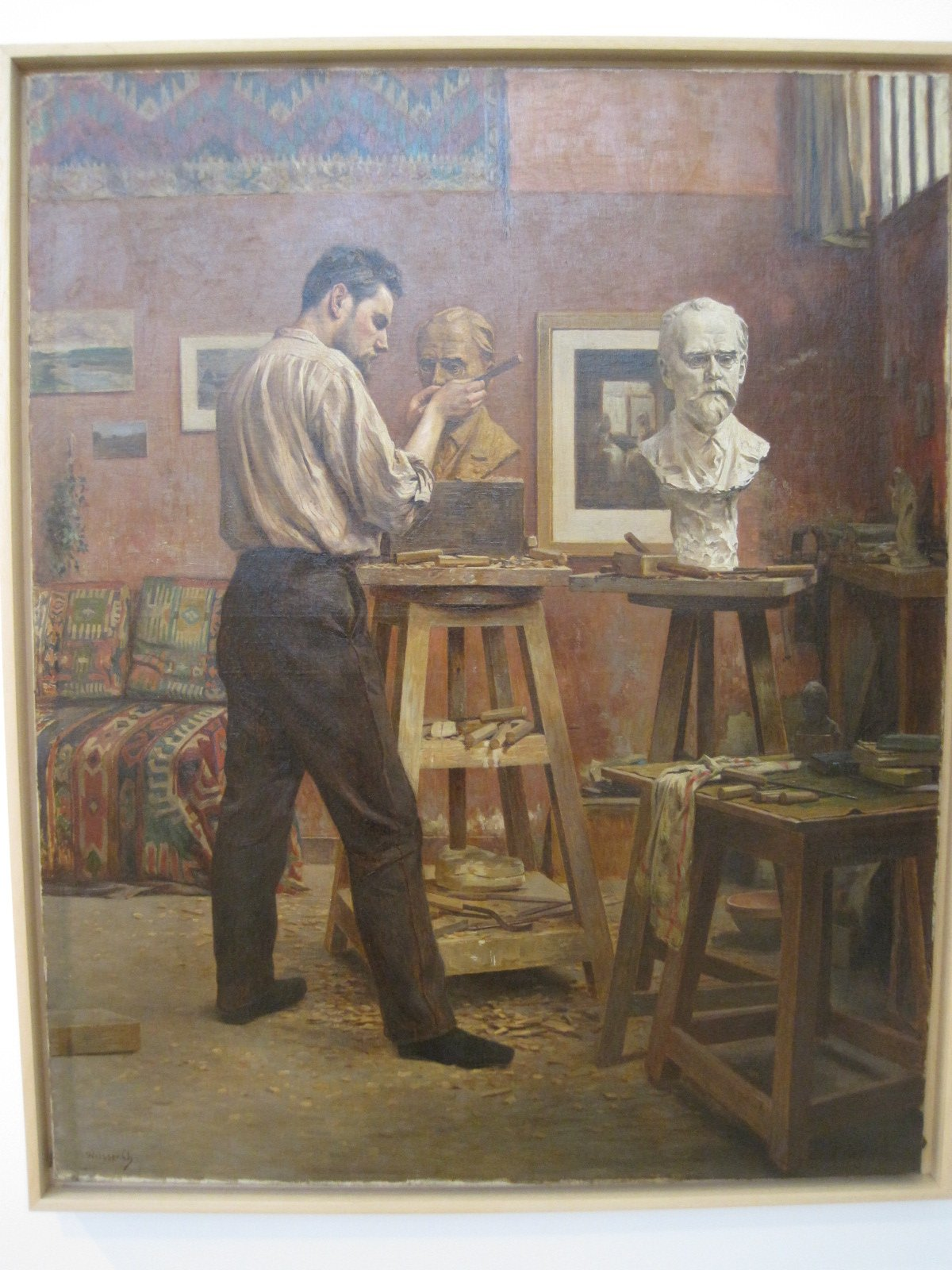
Armand Bloch dans son atelier par Charles Weiss
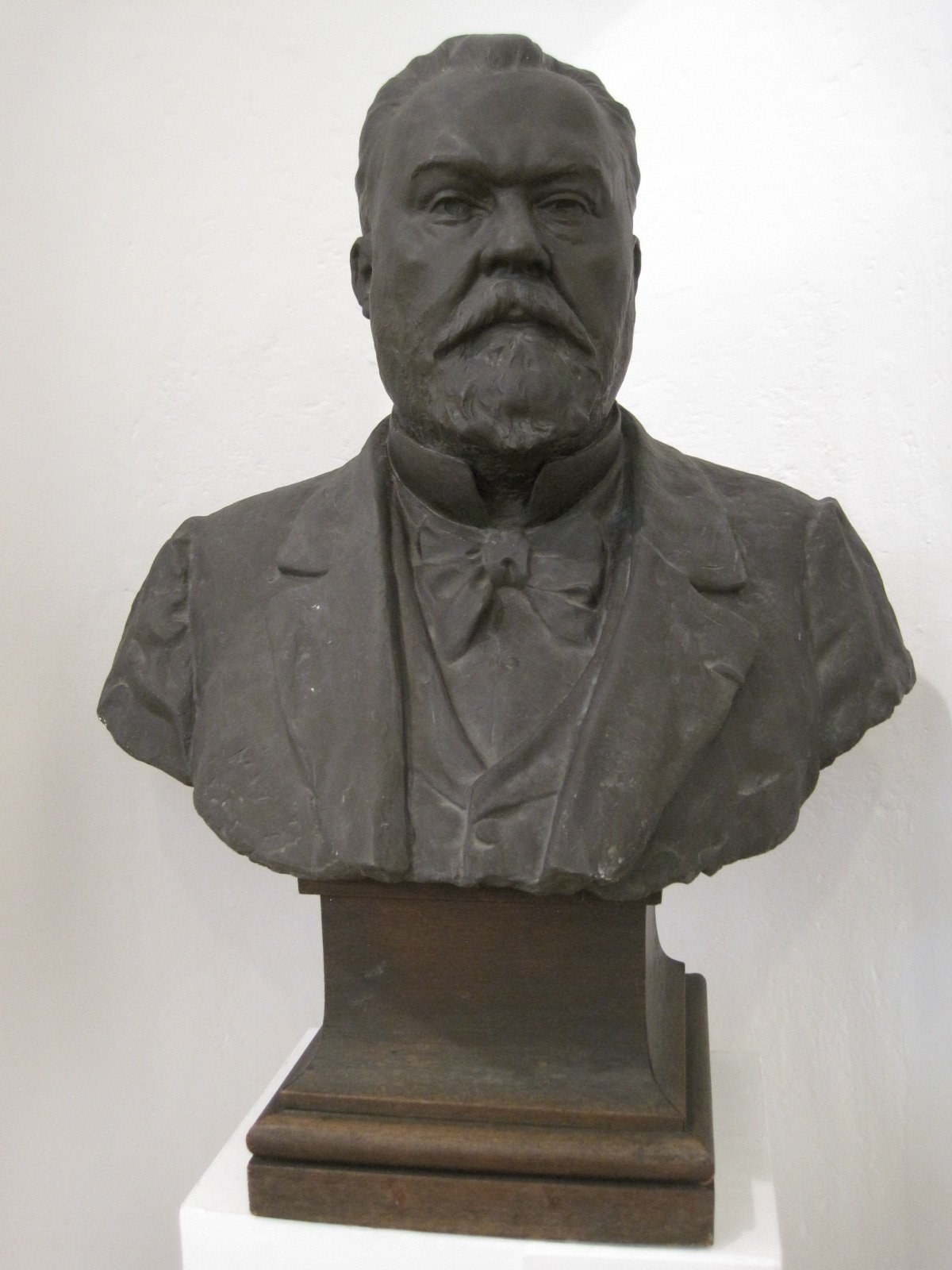
Buste de Victor Hugo par Armand Bloch
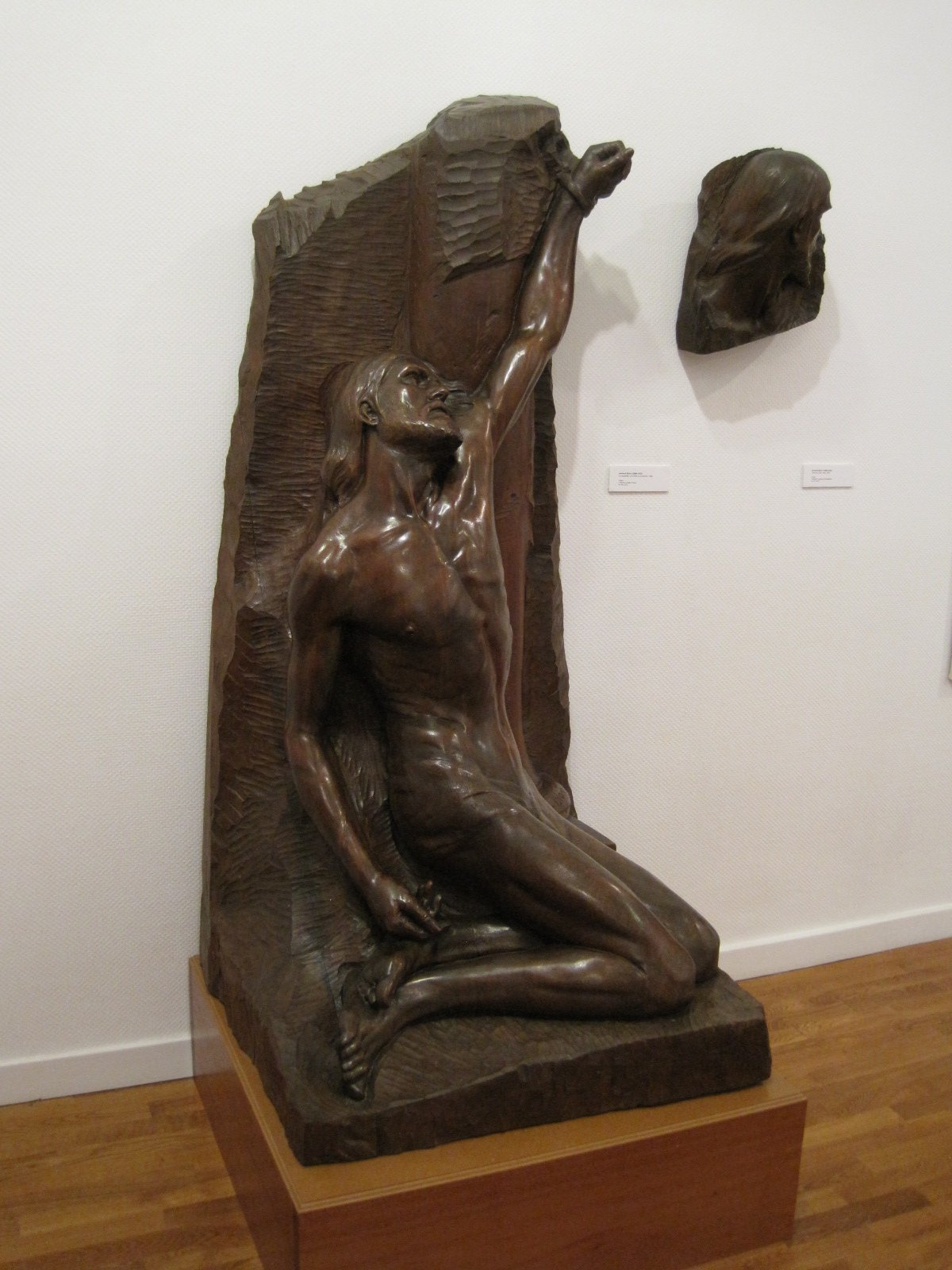
Christ par Armand Bloch

### Musée d'archéologie et d'histoire naturelle Georges Cuvier
- Second étage : musée d'archéologie et d'histoire naturelle de Montbéliard (ou musée Georges Cuvier)

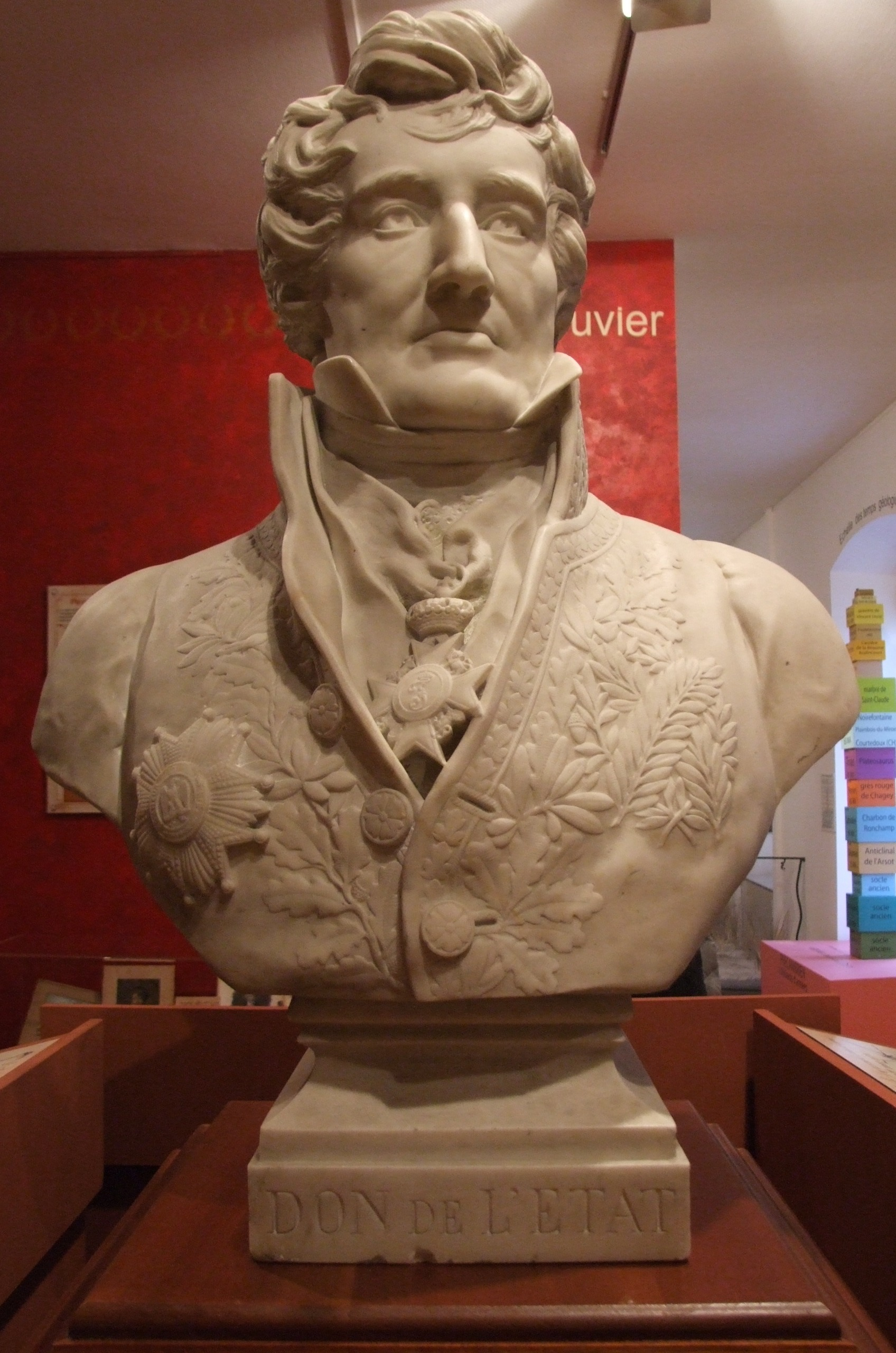
Georges Cuvier (1769-1832)
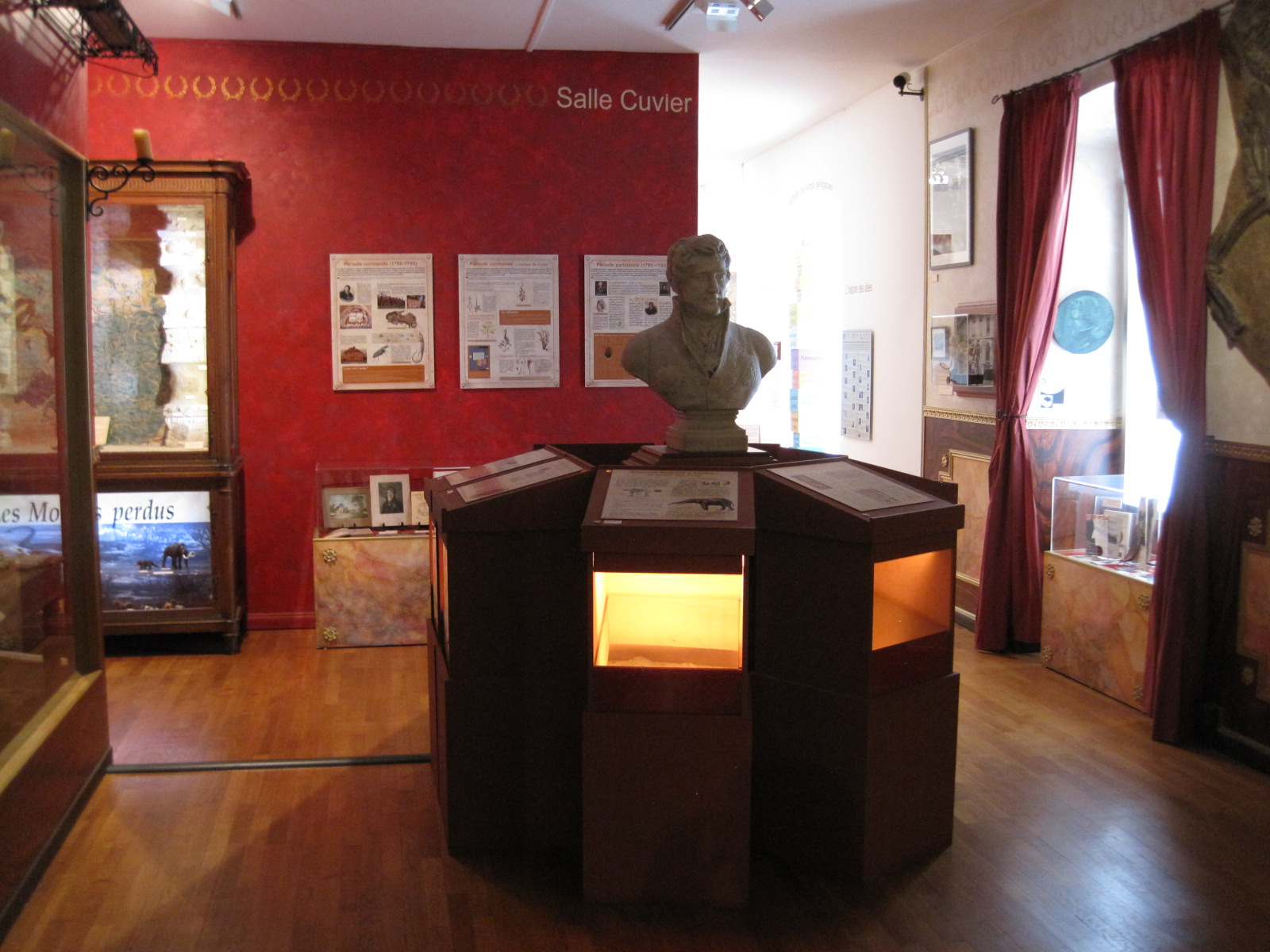
Salle Georges Cuvier
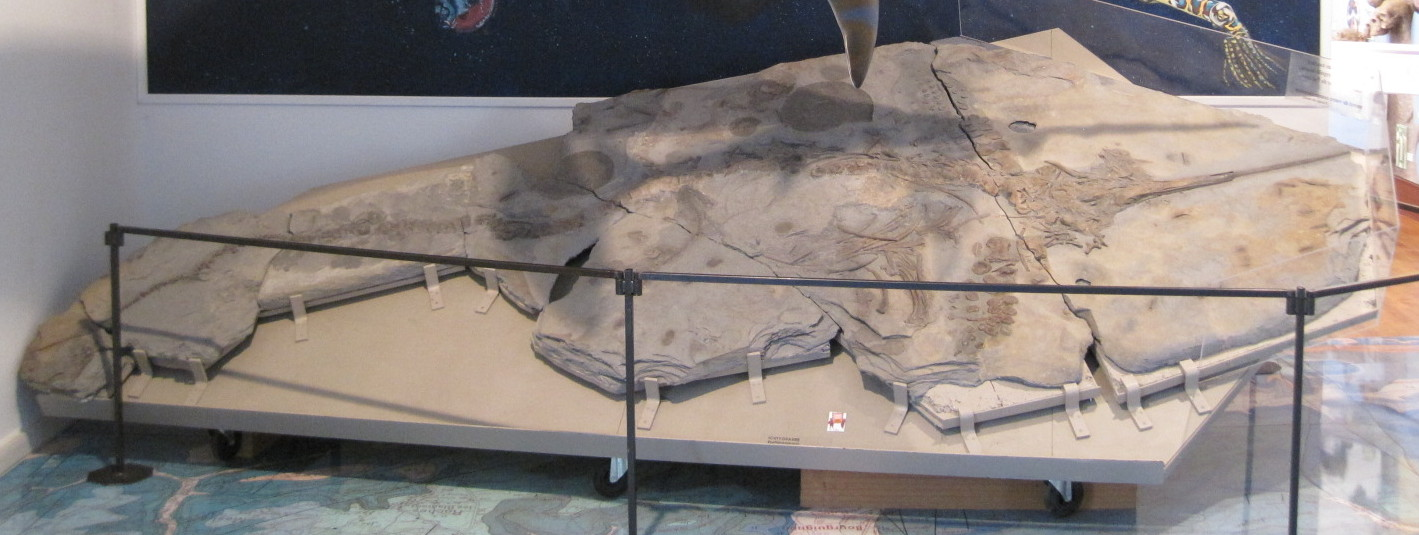
Ichtyosaure de Noirefontaine (-180 millions d’années)
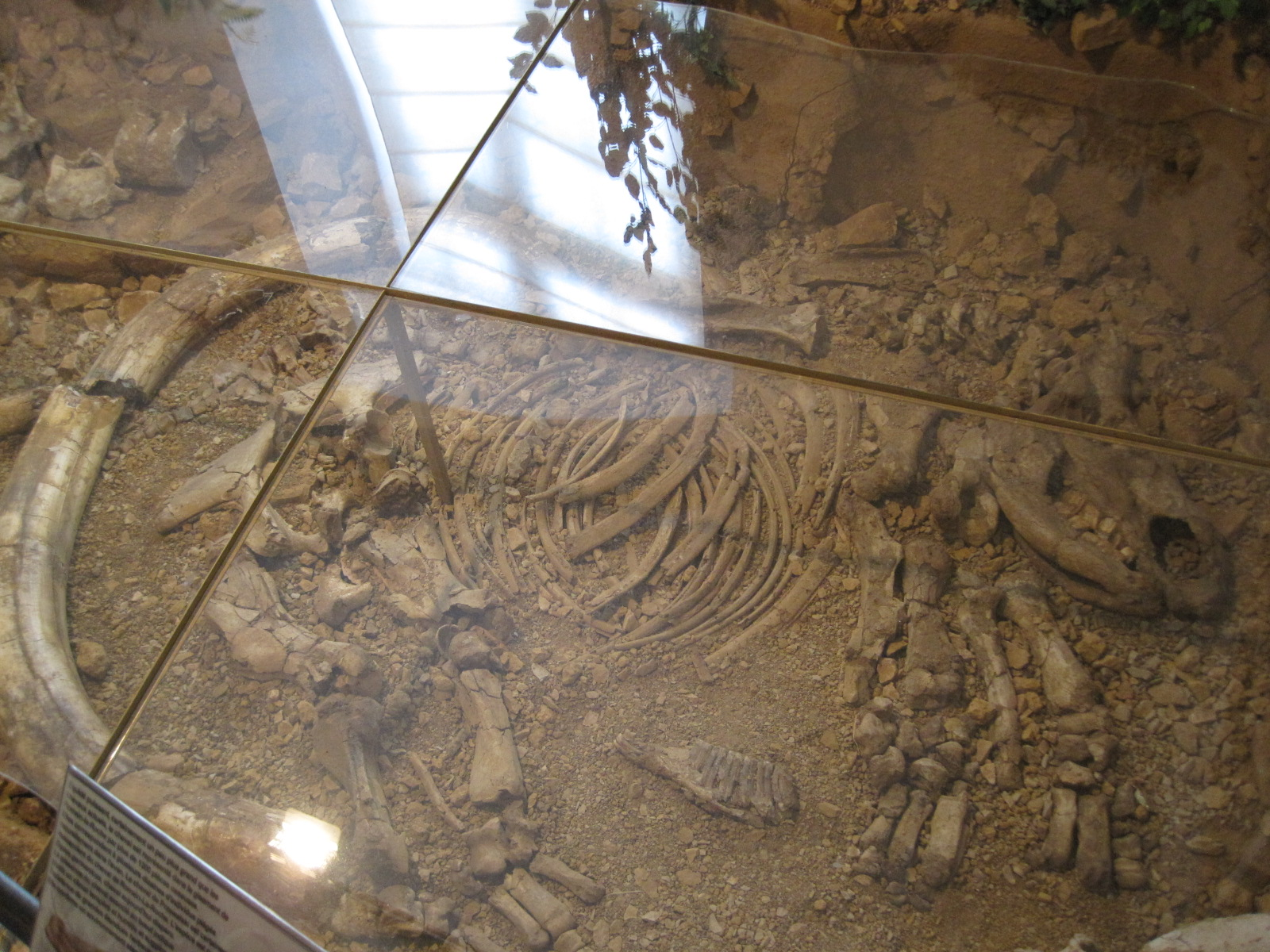
Fossile de rhinocéros laineux (30 000 ans)
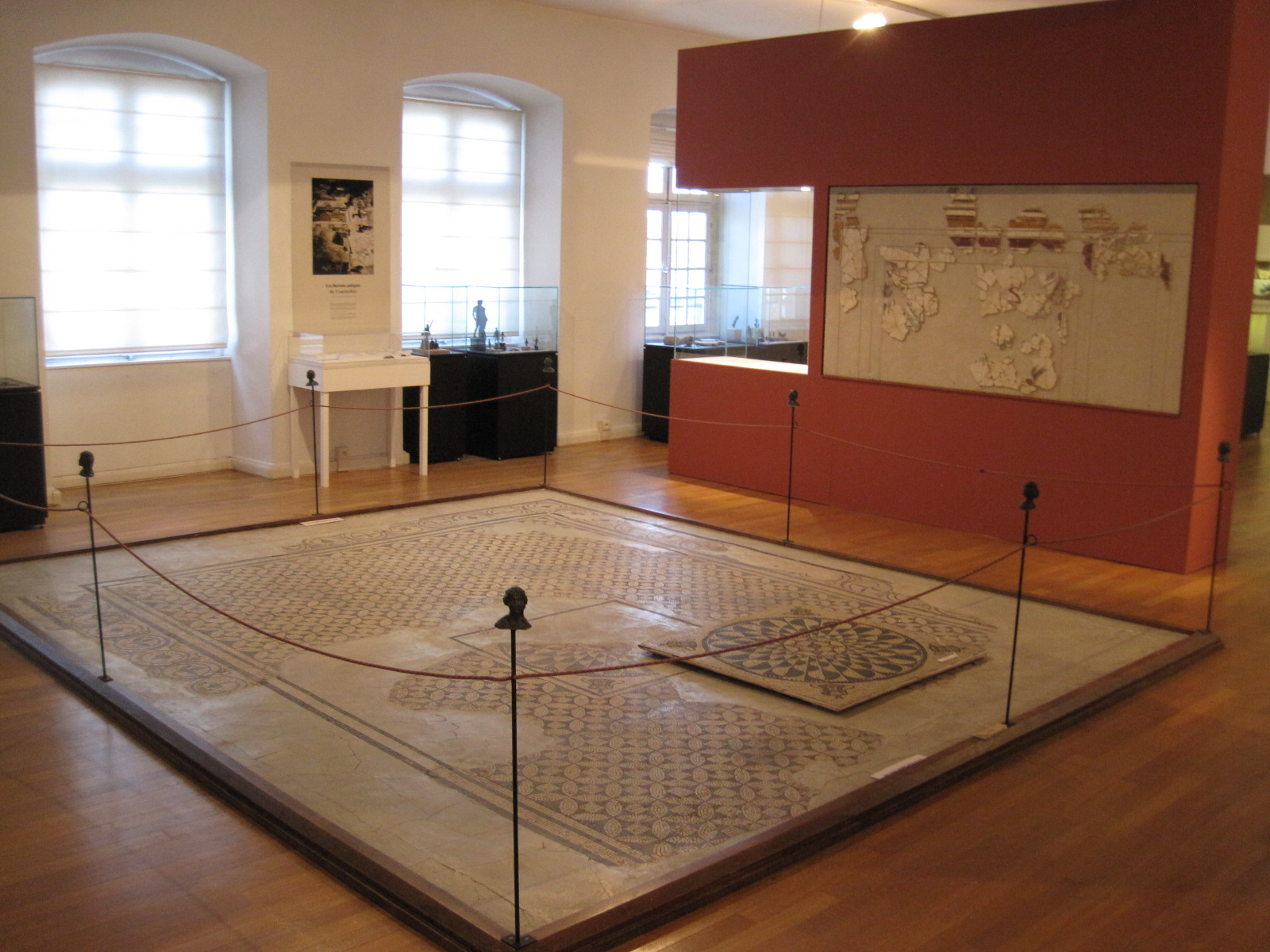
Mosaïque gallo-romaine
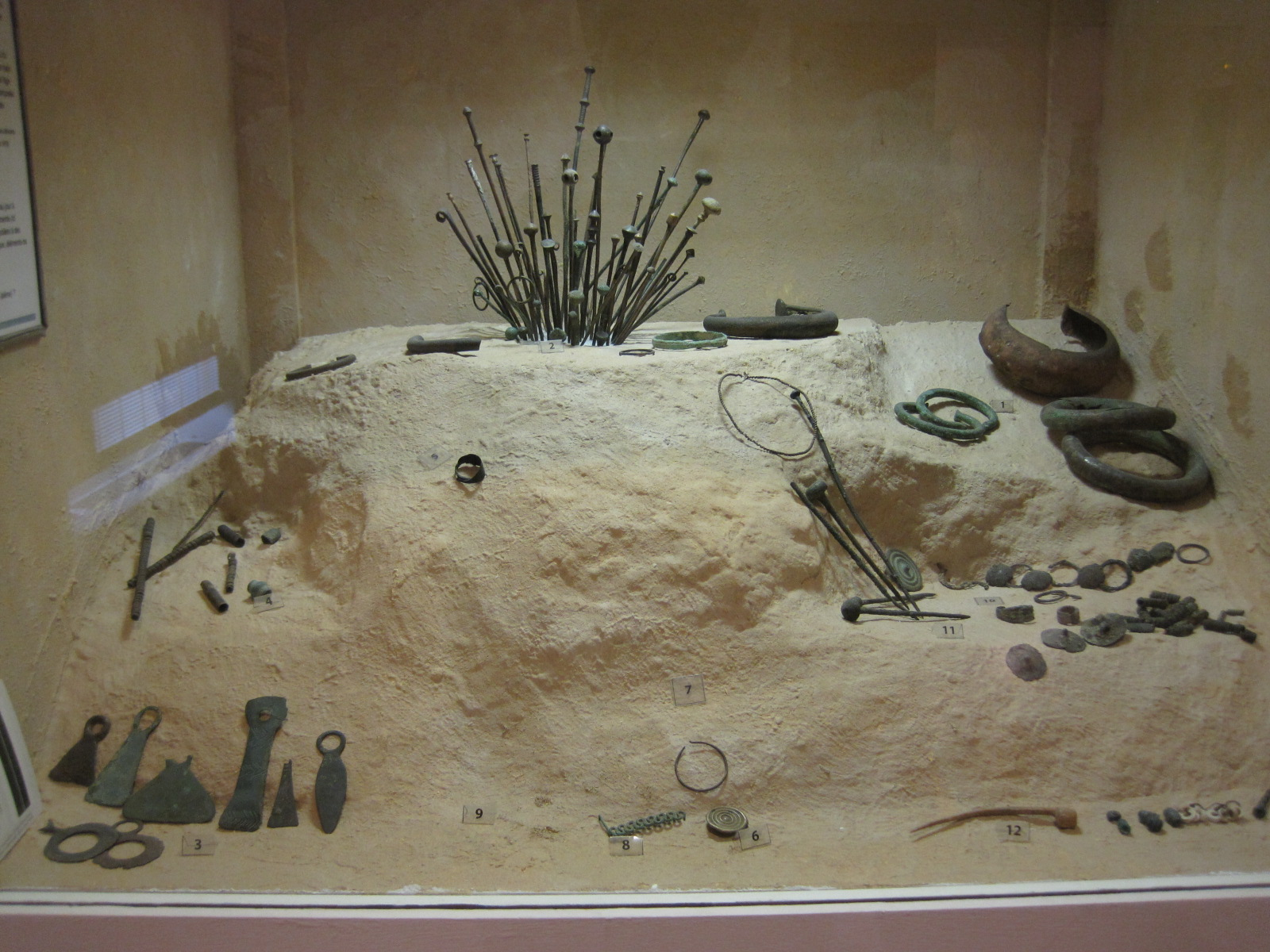
Âge du bronze
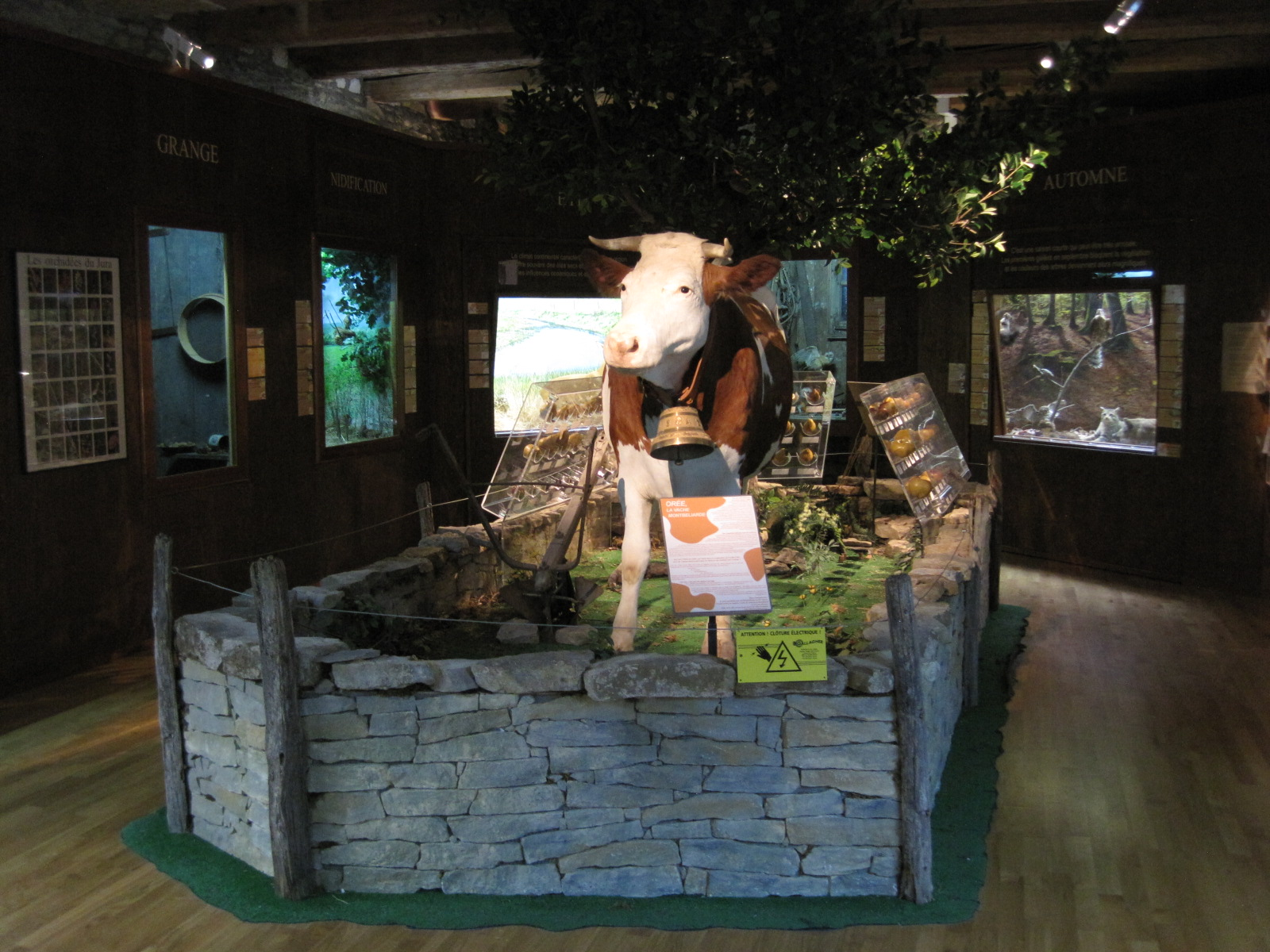
Montbéliarde
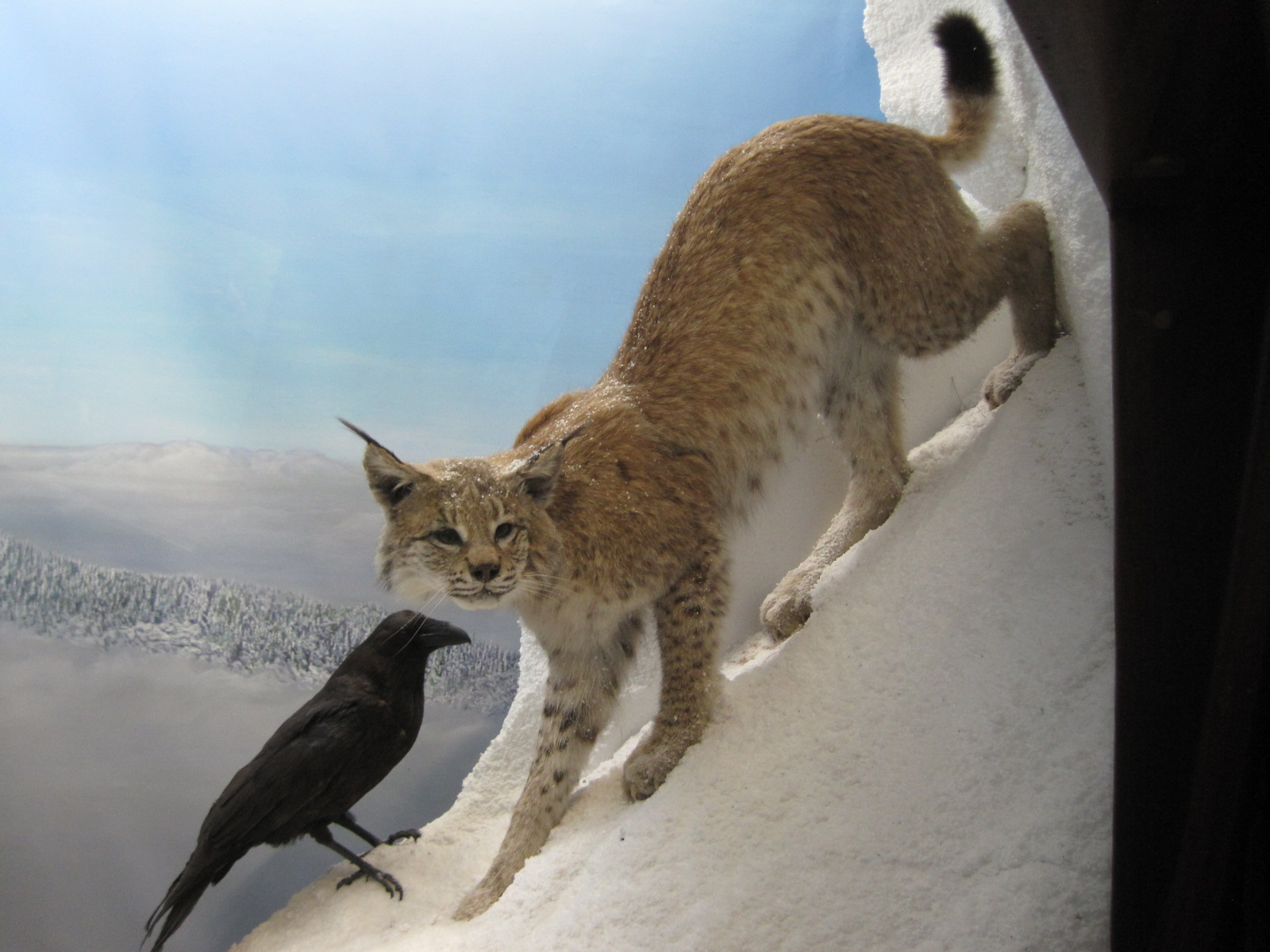
Lynx